# Eriopyga crista
Eriopyga crista là một loài bướm đêm trong họ Noctuidae.